# Pellenes striolatus
Pellenes striolatus là một loài nhện trong họ Salticidae.
Loài này thuộc chi Pellenes. Pellenes striolatus được Wanda Wesołowska & Antonius van Harten miêu tả năm 2002.